# ميكي دورا
ميكي دورا (بالمجرية: Miki Dora)‏ هو متركمج وممثل مجري، ولد في 11 أغسطس 1934 ببودابست في المجر، وتوفي في 3 يناير 2002 في الولايات المتحدة.

## وصلات خارجية
- ميكي دورا على موقع EncyclopediaOfSurfing.com (الإنجليزية)

- ميكي دورا على موقع IMDb (الإنجليزية)